# Bad Weißenstadt
Bad Weißenstadt este un oraș din districtul Wunsiedel, regiunea administrativă Franconia Superioară, landul Bavaria, Germania. Până în 2025 orașul s-a numit Weißenstadt.

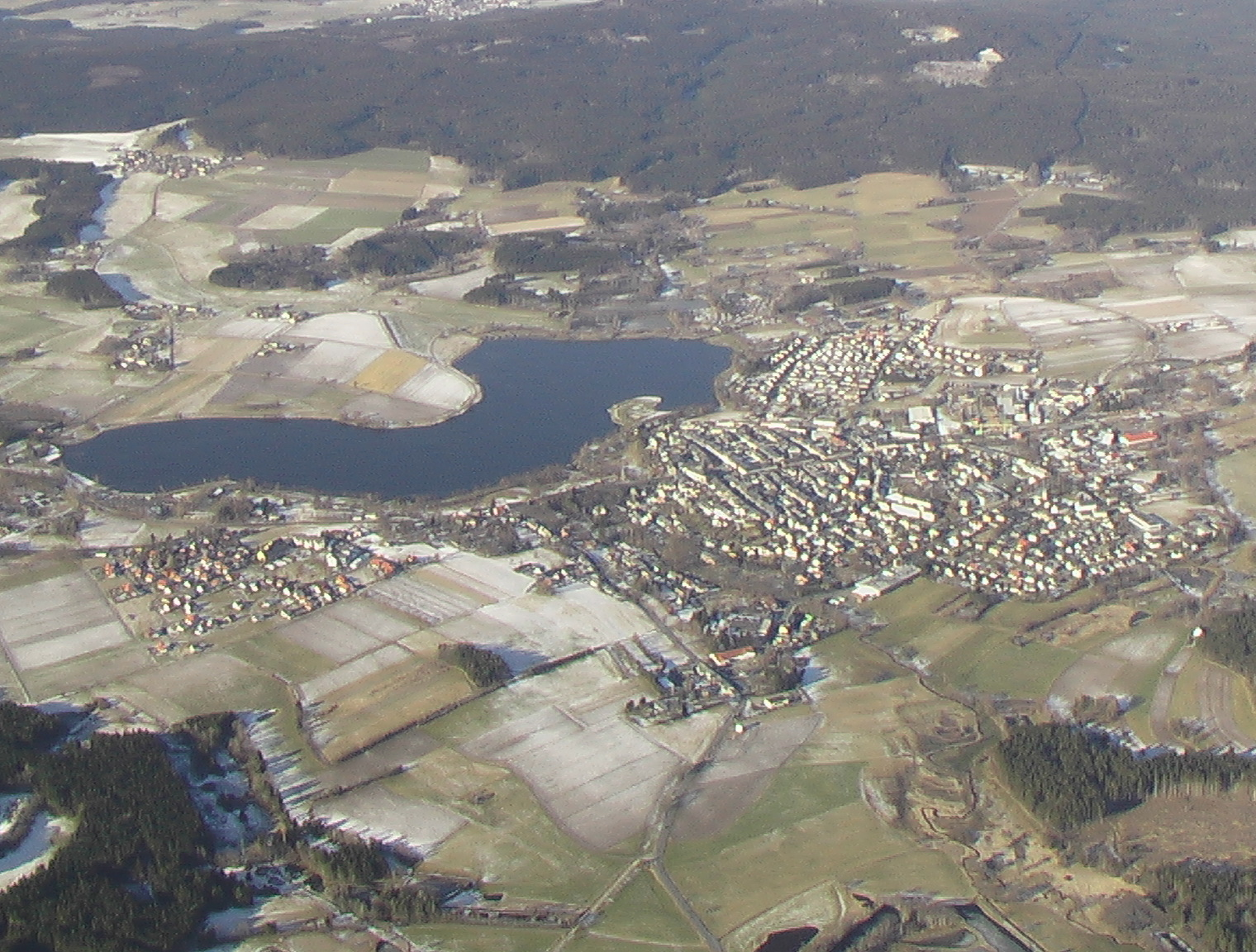
Weißenstadt
(vedere aeriană)